# 康科德 (密蘇里州佩米斯科特縣)
康科德（英語：Concord）是位於美國密蘇里州佩米斯科特縣的非建制地區。

## 地理
康科德所處的海拔為高於海平面83米（即272英呎），而該地所採用的時區為UTC-6，即北美中部時區（CST）。同時該地設有夏令時間，為UTC-6調快一小時，即UTC-5（CDT）。